# 中島湘煙
中島 湘煙（なかじま しょうえん、文久3年12月5日（1864年1月13日） - 明治34年（1901年）5月25日）は、明治時代の女権拡張運動家・女性著作家である。本名は俊（しゅん）、のち俊子（としこ）に改名。旧姓岸田（きしだ）。湘煙・粧園と号す。
土佐藩出身の神奈川県令・中島信行の後妻となり、活動を展開した。主論文は「同胞姉妹に告ぐ」。遺稿集『湘烟日記』の著者名は中島 湘烟。

## 年譜

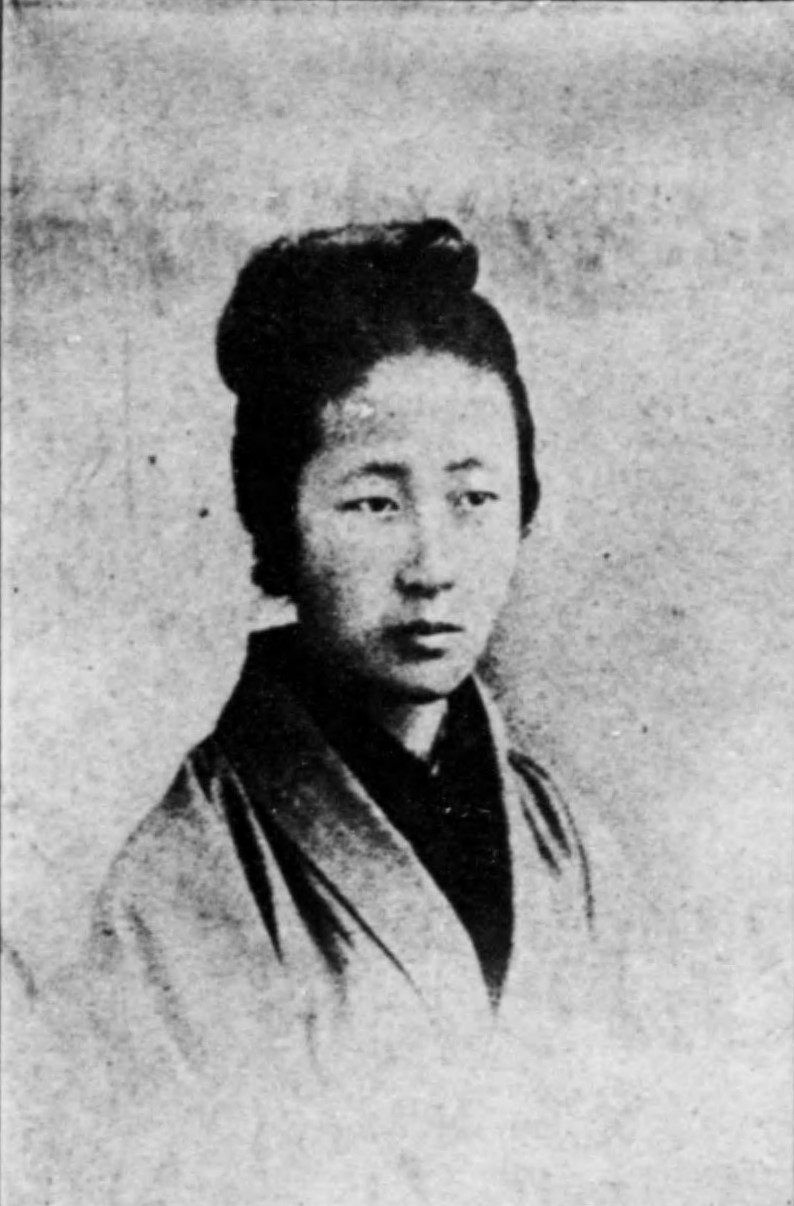
中島湘煙

- 1864年1月13日 - 京都の呉服商[1]に生まれる。
- 1877年 - 京都府女子師範学校に入学するが、間もなく病気のため退学する。
- 1879年 - 槙村正直・山岡鉄舟の推挙で宮中に文事御用掛として出仕し、皇后（後の昭憲皇太后）に漢学を進講する。
  - ※出仕した時期は1878年・1880年[1]とする説もある。
- 1881年 - 秋に御用掛を辞め、各地を遊歴する。その際、高知で自由党員の坂崎紫瀾・宮崎夢柳を知る。
- 1882年
  - 1月 - 京都に戻る。
  - 4月 - 中島信行らの日本立憲政党の大阪での演説会で「婦女の道」の題で演説。以後1884年まで政治演説に従う。
- 1883年10月12日 - 滋賀県大津で「箱入娘」の題での演説の後、集会条例違反で大津警察署に拘引され[3]入獄する。
- 1884年
  - 1月 - 上京。
  - 5月 - 星亨主宰の新聞『自由燈（じゆうのともしび）』に論説を発表する。
- 1885年 - 中島信行とともに受洗する。
- 1886年 - この頃中島家に入る。巌本善治主宰の『女学雑誌』に中島湘煙の筆名で論説を発表する。自宅で塾を開く。
- 1887年
  - 7月 - 翻案『善悪の岐（ちまた）』を粧園女史の筆名で『女学雑誌』に発表。
  - 9月頃 - 新栄女学校の和漢学科主任になる。
  - 12月 - 保安条例により信行とともに東京を退去し、横浜に移る。
- 1888年
  - 1月 - 『女学雑誌』に漢詩を発表する。
  - 3月 - 神奈川県久良岐郡戸太町太田（現：横浜市南区南太田町）に移住。
  - 5月頃 - フェリス和英女学校名誉教授になる。
- 1889年2月 - 小説『山間の名花』を『都の花』に発表する。
- 1892年11月 - イタリア公使になった信行とともにローマに出発する。
- 1893年9月 - 病気のため信行とともに帰国する。
- 1897年1月 - 小説『一沈一浮』を『文芸倶楽部』に発表する。
- 1898年11月 - 神奈川県大磯町に転居し、夫婦ともに療養する。
- 1899年
  - 1月 - 随筆・日記『大磯だより』を1900年3月まで『女学雑誌』に発表する。
  - 3月26日 - 信行が肺結核のため54歳（数え年）で逝去する。
- 1901年5月25日 - 午後1時15分に肺結核のため大磯で逝去する。享年39（数え年）。法号は葆光院殿月洲湘烟大姉[4]。遺骨は大磯の大運寺に埋葬される[5]。
- 1902年3月 - 石川栄司（育成会主幹）・藤生てい（藤生貞子）編の遺稿集『湘烟日記』が育成会より刊行される。